# 阿加特灣

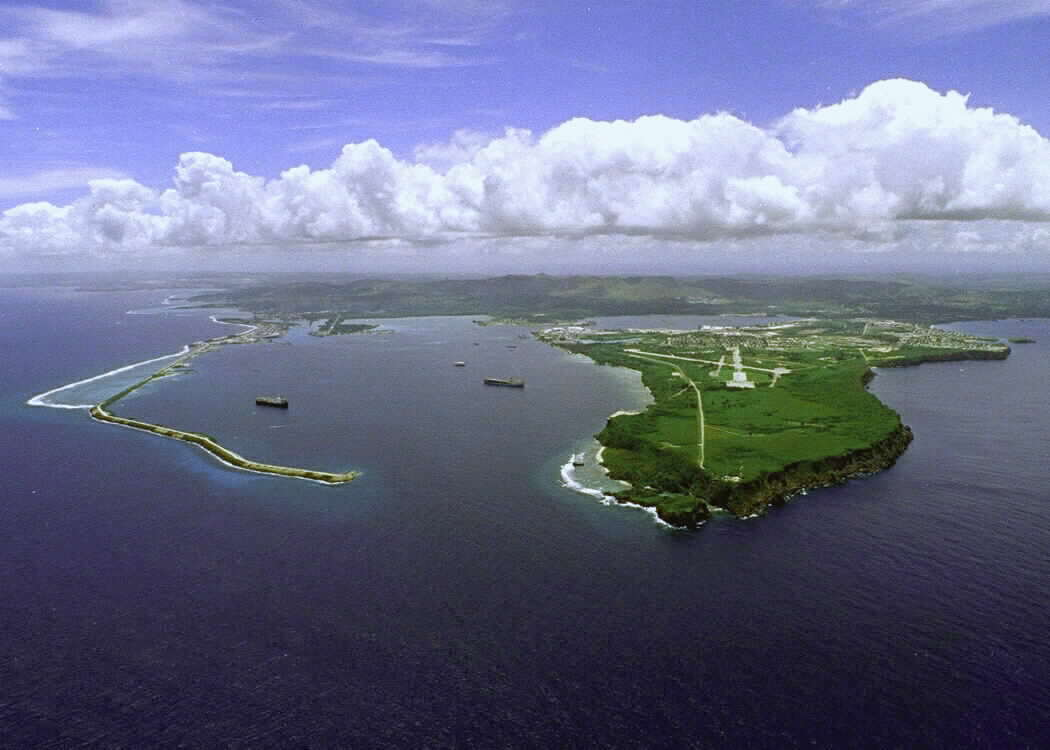
歐洛特半島與阿加特灣

阿加特灣（英語：Agat Bay）是一個位於美國太平洋屬地關島的海灣。該海灣位於歐洛特半島的南方、阿加特村與法西皮點之間。海灣之海岸線長約7公里，佔關島全島海岸線之五分之一。阿加特灣在第二次世界大戰中為美軍自日軍奪取關島的關鍵登陸地。
阿加特灣的北部是佈滿礁石的岩岸地區，南部則是由尼米茲海灘為主所構成的沙質海岸。
13°22′55″N 144°38′38″E / 13.382°N 144.644°E